# Kevin Campbell
Kevin Campbell (Lambeth, Inglaterra, 4 de febrero de 1970-15 de junio de 2024) fue un futbolista y comentarista deportivo inglés que jugó en la posición de delantero centro. Era el padre del también futbolista Tyrese Campbell.

## Carrera

### Club
| Club                            | Temporada      | Liga           | Liga        | Liga  | FA Cup      | FA Cup | League Cup  | League Cup | Europea     | Europea | Otros       | Otros | Total       | Total |
| Club                            | Temporada      | División       | Apariciones | Goles | Apariciones | Goles  | Apariciones | Goles      | Apariciones | Goles   | Apariciones | Goles | Apariciones | Goles |
| ------------------------------- | -------------- | -------------- | ----------- | ----- | ----------- | ------ | ----------- | ---------- | ----------- | ------- | ----------- | ----- | ----------- | ----- |
| Arsenal Inglaterra              | 1987–88        | First Division | 1           | 0     | 0           | 0      | 0           | 0          | –           | –       | –           | –     | 1           | 0     |
| Arsenal Inglaterra              | 1988–89        | First Division | 0           | 0     | 0           | 0      | 0           | 0          | –           | –       | –           | –     | 0           | 0     |
| Arsenal Inglaterra              | 1989–90        | First Division | 14          | 2     | 0           | 0      | 0           | 0          | –           | –       | –           | –     | 14          | 2     |
| Arsenal Inglaterra              | 1990–91        | First Division | 20          | 9     | 4           | 1      | 1           | 0          | –           | –       | –           | –     | 25          | 10    |
| Arsenal Inglaterra              | 1991–92        | First Division | 31          | 13    | 1           | 0      | 2           | 0          | 4           | 1       | 1           | 0     | 39          | 14    |
| Arsenal Inglaterra              | 1992–93        | Premier League | 37          | 4     | 6           | 1      | 5           | 4          | –           | –       | –           | –     | 48          | 9     |
| Arsenal Inglaterra              | 1993–94        | Premier League | 37          | 14    | 3           | 0      | 2           | 1          | 8           | 4       | 1           | 0     | 51          | 19    |
| Arsenal Inglaterra              | 1994–95        | Premier League | 23          | 4     | 2           | 0      | 5           | 1          | 3           | 0       | 2           | 0     | 35          | 5     |
| Arsenal Inglaterra              | Total          | Total          | 163         | 46    | 16          | 2      | 15          | 6          | 15          | 5       | 4           | 0     | 213         | 59    |
| Nottingham Forest Inglaterra    | 1995–96        | Premier League | 21          | 3     | 1           | 0      | 0           | 0          | 3           | 0       | –           | –     | 25          | 3     |
| Nottingham Forest Inglaterra    | 1996–97        | Premier League | 17          | 6     | 1           | 0      | 0           | 0          | –           | –       | –           | –     | 18          | 6     |
| Nottingham Forest Inglaterra    | 1997–98        | First Division | 39          | 22    | 0           | 0      | 0           | 0          | –           | –       | –           | –     | 39          | 22    |
| Nottingham Forest Inglaterra    | Total          | Total          | 77          | 31    | 2           | 0      | 0           | 0          | 3           | 0       | –           | –     | 82          | 31    |
| Trabzonspor Turquía             | 1998–99        | 1.Lig          | 18          | 5     | 0           | 0      | –           | –          | –           | –       | –           | –     | 18          | 5     |
| Everton (cedido) Inglaterra     | 1998–99        | Premier League | 8           | 9     | –           | –      | –           | –          | –           | –       | –           | –     | 8           | 9     |
| Everton Inglaterra              | 1999–2000      | Premier League | 26          | 12    | 3           | 0      | 2           | 0          | –           | –       | –           | –     | 31          | 12    |
| Everton Inglaterra              | 2000–01        | Premier League | 29          | 9     | 1           | 0      | 0           | 0          | –           | –       | –           | –     | 30          | 9     |
| Everton Inglaterra              | 2001–02        | Premier League | 23          | 4     | 2           | 1      | 1           | 0          | –           | –       | –           | –     | 26          | 5     |
| Everton Inglaterra              | 2002–03        | Premier League | 36          | 10    | 0           | 0      | 3           | 2          | –           | –       | –           | –     | 39          | 12    |
| Everton Inglaterra              | 2003–04        | Premier League | 17          | 1     | 1           | 0      | 0           | 0          | –           | –       | –           | –     | 18          | 1     |
| Everton Inglaterra              | 2004–05        | Premier League | 6           | 0     | –           | –      | 1           | 0          | –           | –       | –           | –     | 7           | 0     |
| Everton Inglaterra              | Total          | Total          | 137         | 36    | 7           | 1      | 7           | 2          | –           | –       | –           | –     | 151         | 39    |
| West Bromwich Albion Inglaterra | 2004–05        | Premier League | 16          | 3     | 2           | 0      | –           | –          | –           | –       | –           | –     | 18          | 3     |
| 2005–06                         | Premier League | 29             | 3           | 1     | 0           | 1      | 0           | –          | –           | –       | –           | 31    | 3           |       |
| Total                           | Total          | 45             | 6           | 3     | 0           | 1      | 0           | –          | –           | –       | –           | 49    | 6           |       |
| Cardiff City Gales              | 2005-06        | Championship   | 21          | 1     | 4           | 0      | 1           | 0          | 0           | 0       | -           | –     | 1           | 1     |

### Selección nacional
Jugó en cuatro ocasiones para Inglaterra sub-21 y anotó un gol. Posee el récord de ser el inglés con más goles en la FA Premier League sin jugar al menos un partido con Inglaterra. En septiembre de 1992 estuvo como reserva para un partido amistoso contra España pero eso fue lo más cerca que estuvo de jugar un partido con Inglaterra.

### Televisión
Campbell trabajó para Sky Sports en la serie Where are They Now? en 2008, en la que era codueño de la empresa de seguridad T1 Protection, especializada en dar guardaespaldas a las celebridades cuando iban de viaje. También trabajó para el canal asiático Sony TEN como comentarista en los partidos de la Premier League y la Champions League.

## Fallecimiento
Se informó que el 2 de junio de 2024 Campbell estaba en un hospital con problemas de salud. Falleció el 15 de junio de 2024 a los 54 años. La causa del fallecimiento ha sido una insuficiencia renal, derivada de un derrame cerebral que había tenido meses atrás.

## Palmarés

### Torneos locales
| Título            | Equipo            | País       | Año     |
| ----------------- | ----------------- | ---------- | ------- |
| FA Youth Cup      | Arsenal FC        | Inglaterra | 1987-88 |
| FL First Division | Arsenal FC        | Inglaterra | 1990-91 |
| Charity Shield    | Arsenal FC        | Inglaterra | 1991    |
| Copa de la Liga   | Arsenal FC        | Inglaterra | 1992-93 |
| FA Cup            | Arsenal FC        | Inglaterra | 1992-93 |
| FL First Division | Nottingham Forest | Inglaterra | 1997-98 |

### Torneos internacionales
| Título                      | Club       | Sede       | Año     |
| --------------------------- | ---------- | ---------- | ------- |
| Recopa de Europa de la UEFA | Arsenal FC | Copenhague | 1993-94 |

### Distinciones individuales
| Distinción                         | Año        |
| ---------------------------------- | ---------- |
| Premier League Player of the Month | Abril 1999 |